# Złudzenie planowania
Złudzenie planowania jest tendencją do niedoceniania czasu potrzebnego na ukończenie zadania. Efekty tego złudzenia są łatwe do zaobserwowania na przykładzie różnych budowli, których ukończenie zajęło znacznie więcej czasu niż planowano.
W przykładowym eksperymencie proszono studentów o określenie, ile czasu zajmie im napisanie pracy magisterskiej. Mediana tych czasów wyniosła 33,9 dnia. Późniejsze obserwacje pokazały, że jedynie 30% studentów napisało pracę w tym czasie. 
Złudzenia planowania tłumaczy się zwykle brakiem umiejętności oceniania ryzyka zewnętrznego. Ludzie zakładający jakiś harmonogram mają tendencję do ignorowania czynników, które nie mają związku z samym projektem. Ponadto często nie biorą pod uwagę możliwości wielu zdarzeń mogących zagrozić projektowi, gdy każde z nich z osobna ma małe prawdopodobieństwo wystąpienia.